# ヨモギ属
ヨモギ属（ヨモギぞく、蓬属、学名: Artemisia）とは、キク科の属の1つ。学名からアルテミシア属ともいう。

## 特徴
葉の白毛のあるものが多い。また、頭状花は小さいものを多数つける。花弁（実際には舌状花）の目立たない花なのは、風媒への適応である。また、多くの花が下向きに咲くのも、花粉をこぼしやすいように進化したと見られる。乾燥地、砂漠、高山などの荒れた地域に出現するものが多く含まれ、昆虫の少ない環境への適応として、風媒花へと進化したものと考えられる。種類が多く、区別が難しいものもある。一説には、比較的新しい時代に種分化したためとも言われる。

## 利害
テルペノイドなどの薬用成分を有するものが多く、医薬品や香料などに用いられるものが多い。食用とされるものもある。他方、風媒花であり、多くの花粉を風に飛ばすため、花粉症の原因となることも知られている。

## 名の由来
学名 Artemisia はペルシャの王妃アルテミス、あるいはギリシャ神話の月の女神アルテミス（元元は古代アジアの同名の女神、ローマ神話ではディアーナ、英語名ダイアナ）に由来する。英語でヨモギ類を指す「アルテミシア」（Artemisia）とは、潔癖の処女神アルテミスからとられたものである。

## 主な種
北半球の温帯を中心に約250種が分布する。ただし分類学的には難しい部分も多い。平地から高山、海岸や砂漠からも知られ、高山の種は白い綿毛を持つことから観葉植物的に栽培されることもある。また、特殊な香りを持つものはそれを利用されているものもある。ヨモギなどが薬用、食用とされるほか、アサギリソウなど高山植物的な種を中心に観賞用に栽培される。アサギリソウは香辛料として用いられる以外にも、世界で最も強い酒といわれる「アブサン」の原料にもなっている。
- オキナヨモギ A. abrotanum
  - ハーブとして栽培される。木本だが樹高は1 m程度にしかならない。またアブラムシが嫌う成分を持っていることから、害虫除けのコンパニオンプランツとして植えられることも多い。晩夏に黄色い花を咲かせる。ヨモギ属の植物は菊葉のものが多いが本種の葉は糸状の細葉である。
- ニガヨモギ A. absinthium
- タラゴン A. dracunculus
- チョウセンヨモギ A. argyi
  - 朝鮮半島、中国全土、極東ロシア、日本に幅広い分布。中国で「艾草」（アイチャオ）と呼ばれて、灸に使うもぐさの製造原料にするのは本種である。

### 日本に分布する種
日本では30種以上が知られる。
- ヨモギ A. indica var. maximowiczii、シノニムA. princeps
- エトロフヨモギ A. insularis Kitam.
- オニオトコヨモギ A. congesta Kitam.
- カワラヨモギ A. capillaris Thunb.
- オトコヨモギ A. japonica Thunb.
- フクド（ハマヨモギ） A. fukudo Makino
- カワラニンジン A. apiacea Hance
- クソニンジン A. annua L.
- イヌヨモギ A. keiskeana Miq.
- ミヤマオトコヨモギ A. pedunculosa Miq.
- エゾハハコヨモギ A. trifucata var. pediculosa
- サマニヨモギ A. arctica subsp. sachaliensis
- タカネヨモギ A. sinanensis Yabe
- ハハコヨモギ A. glomerata Ledeb.
- シコタンヨモギ A. lacinata Willd.
- シロヨモギ A. stelleriana Besser
- イワヨモギ A. iwayomogi Kitam.
- ヒメヨモギ　A. feddei Leveil. et Vaniot
- ワタヨモギ A. gilvescens Miq.
- ケショウヨモギ A. dubia Wall. ex DC.
- ヒトツバヨモギ A. monophylla Kitam.
- チシマヨモギ A. unalaskensis Rydberg
- ヒロハウラジロヨモギ A. koidzumii Nakai
- ヒロハヤマヨモギ A. stolonifera (Maxim.) Komarv
- ユキヨモギ A. momiyamae Kitam.
- ヤブヨモギ A. ruburipes Nakai
- オオヨモギ （エゾヨモギ、ヤマヨモギ）Artemisia montana (Nakai) Pamp.
- ニシヨモギ A. indica Willd. var. orientalis
- ミブヨモギ A. maritima L.
- アサギリソウ A. schmidtiana Maxim.
- キタダケヨモギ A. kitadakensis Hara et KLitam.

## ギャラリー

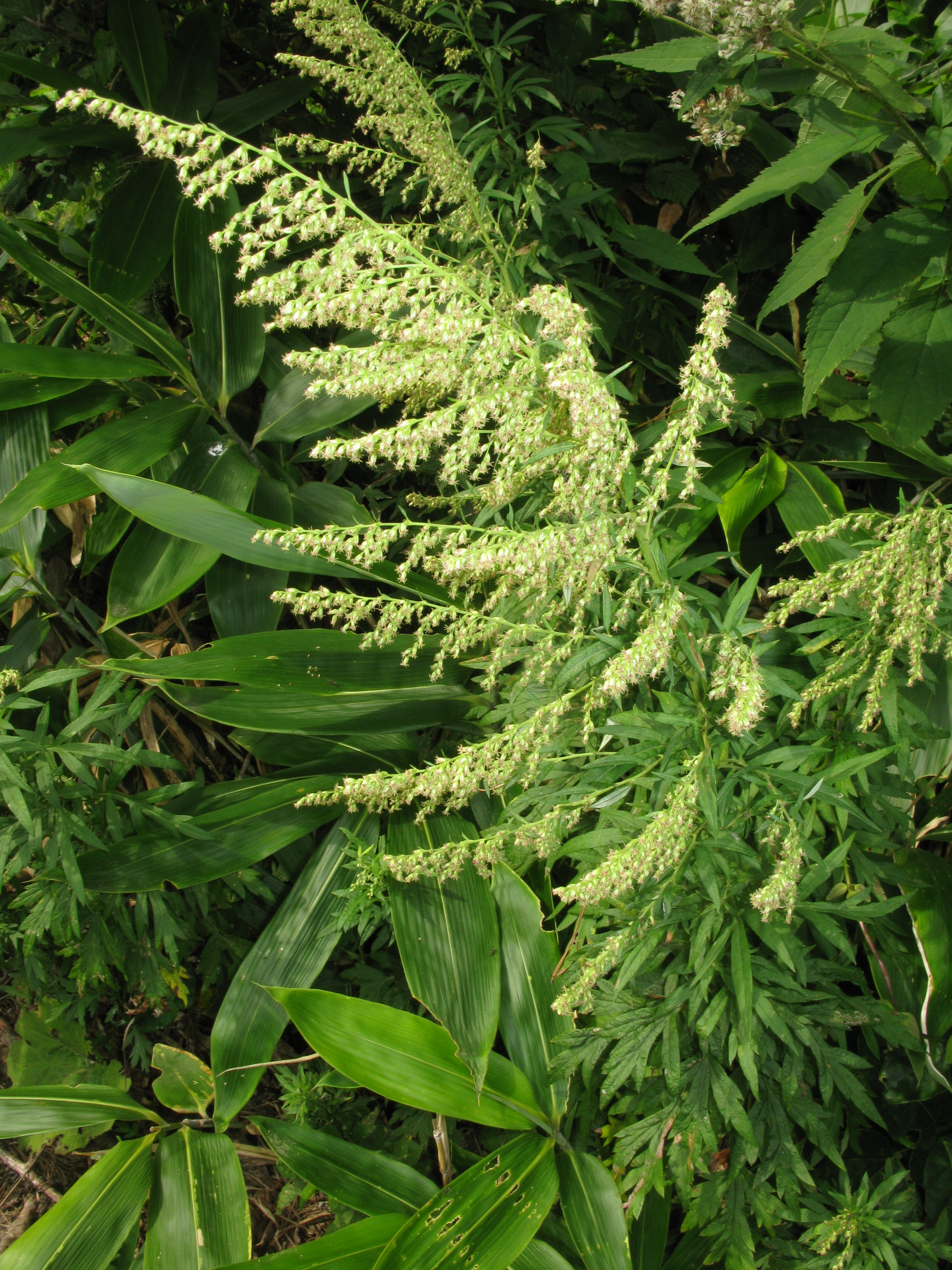
ヨモギ
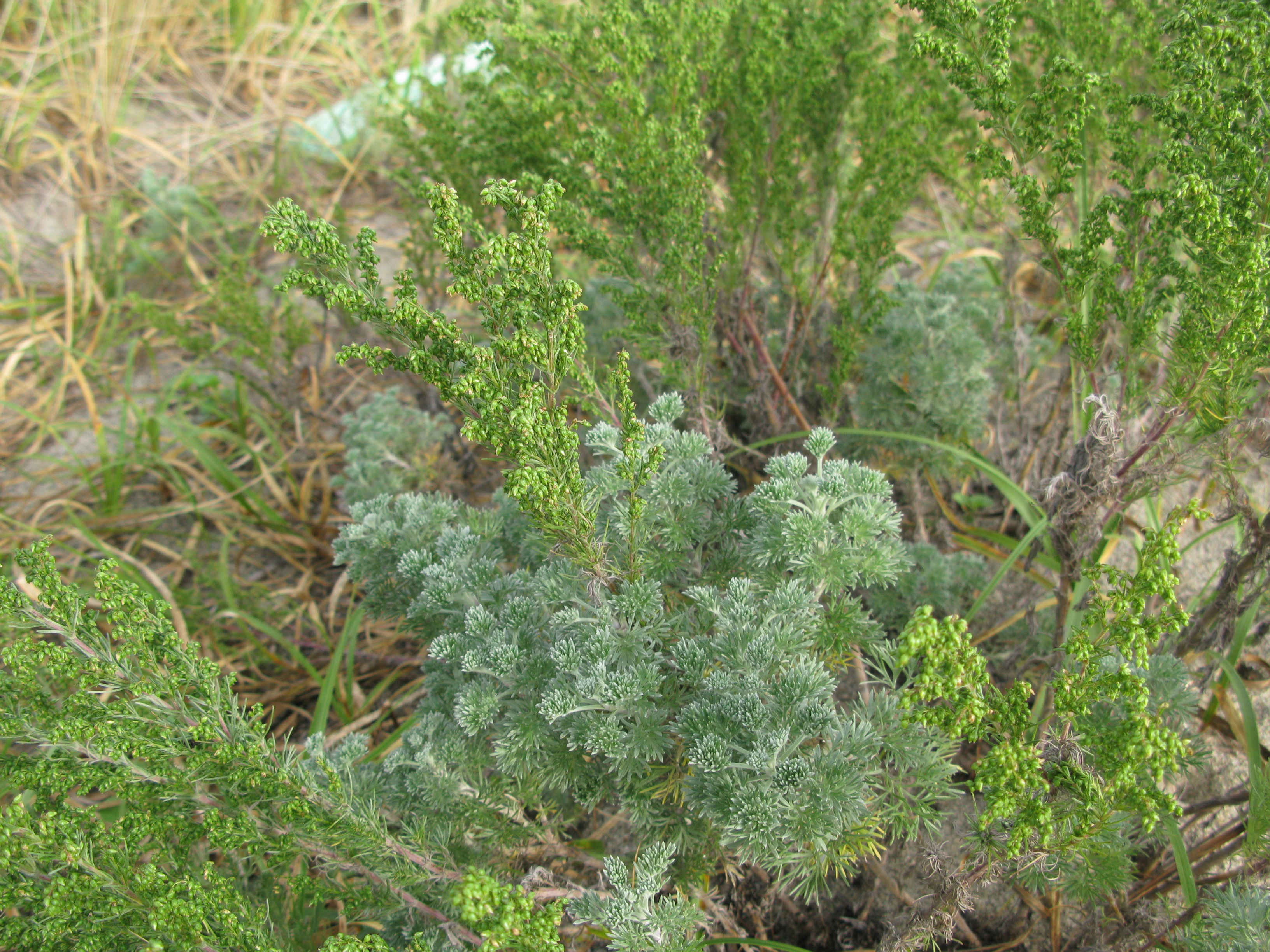
カワラヨモギ
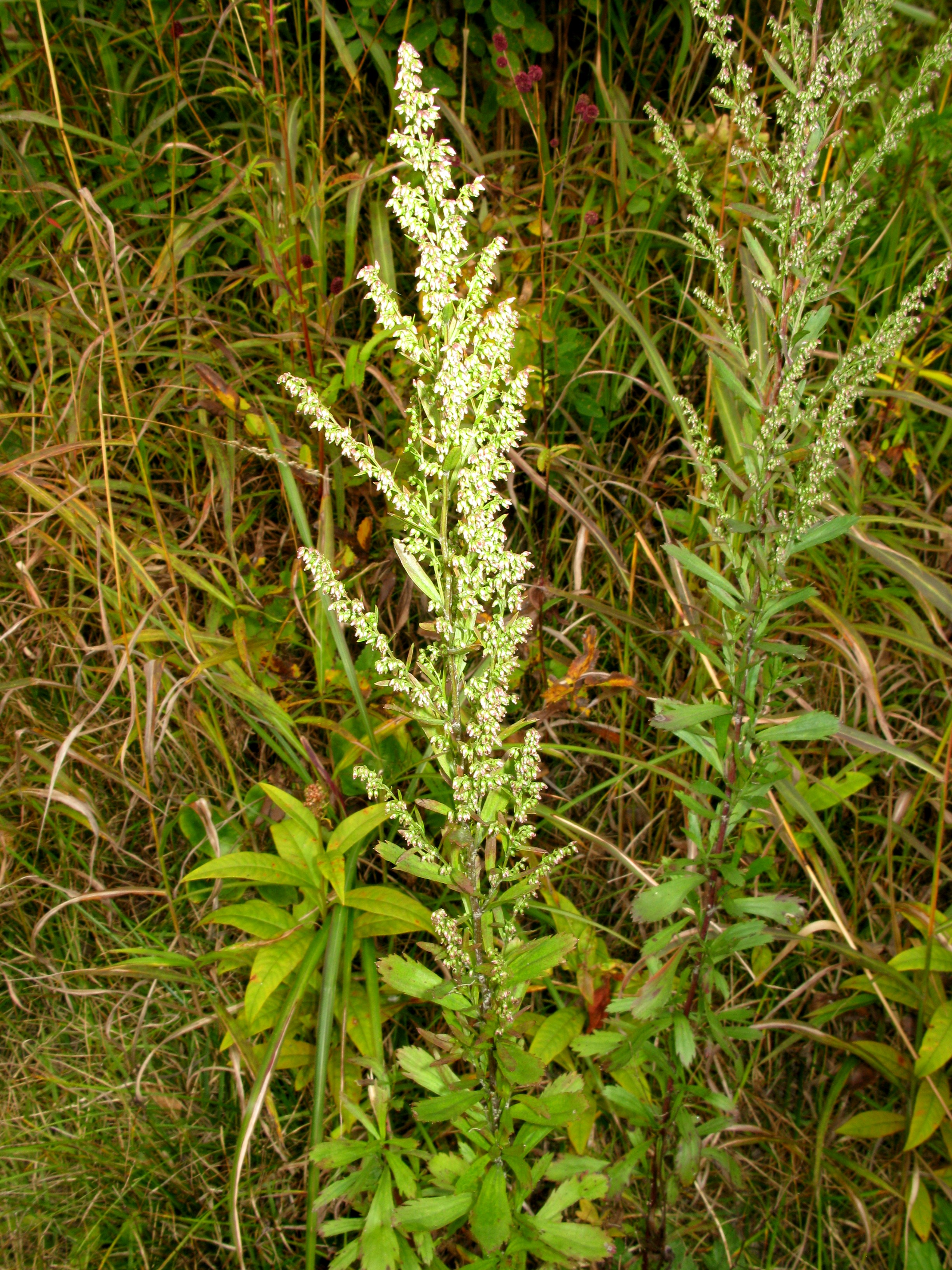
オトコヨモギ
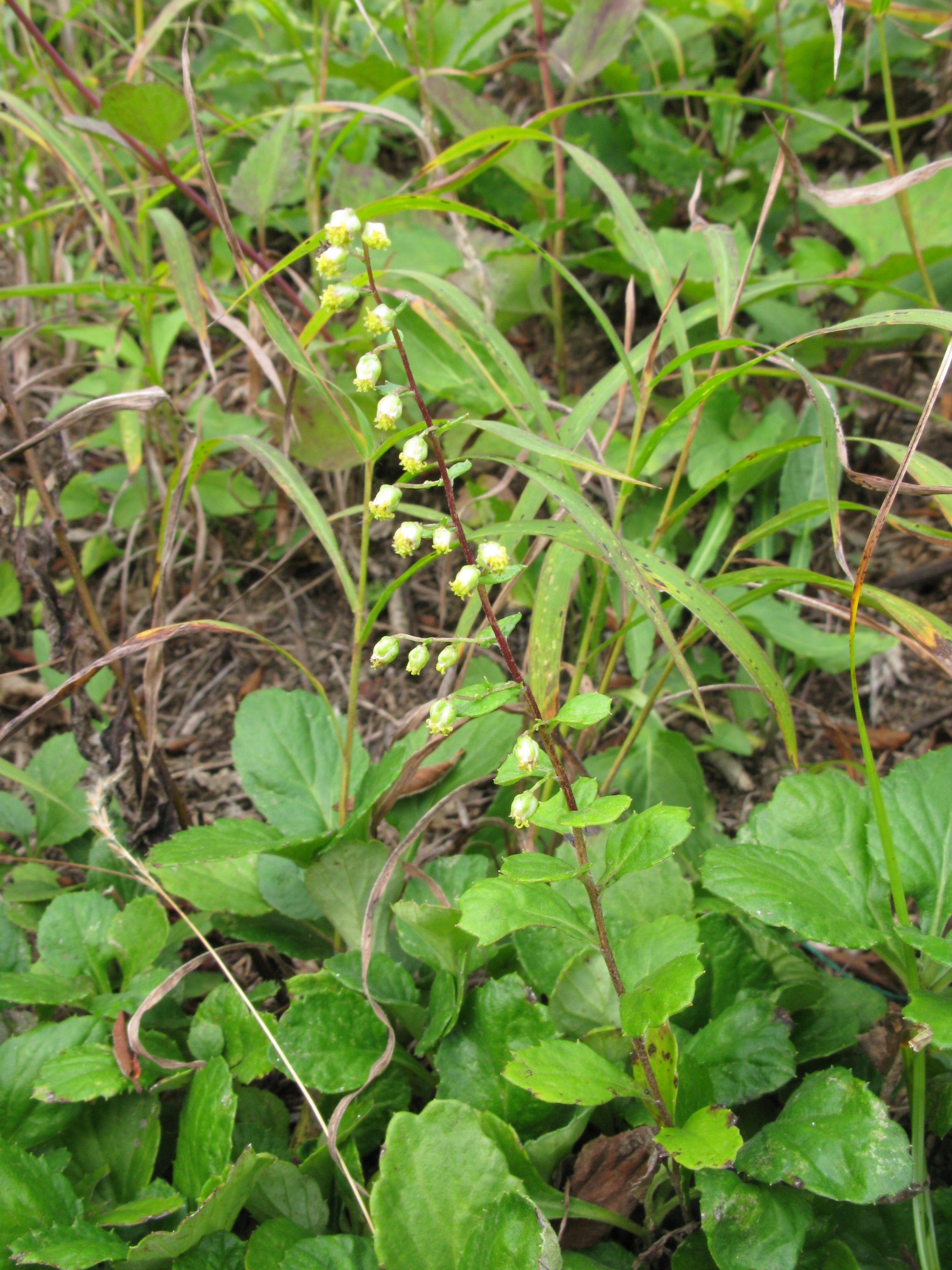
イヌヨモギ
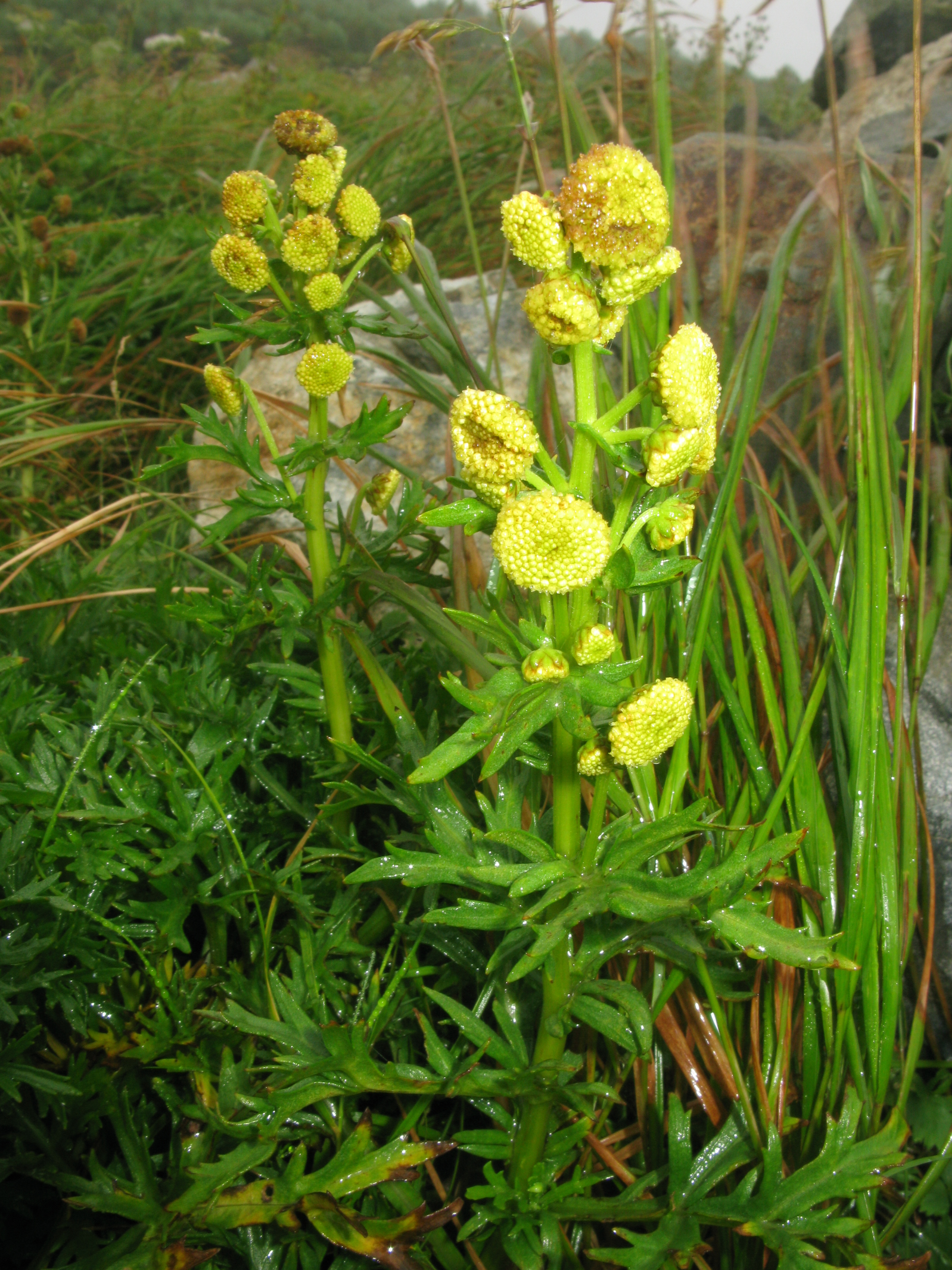
サマニヨモギ
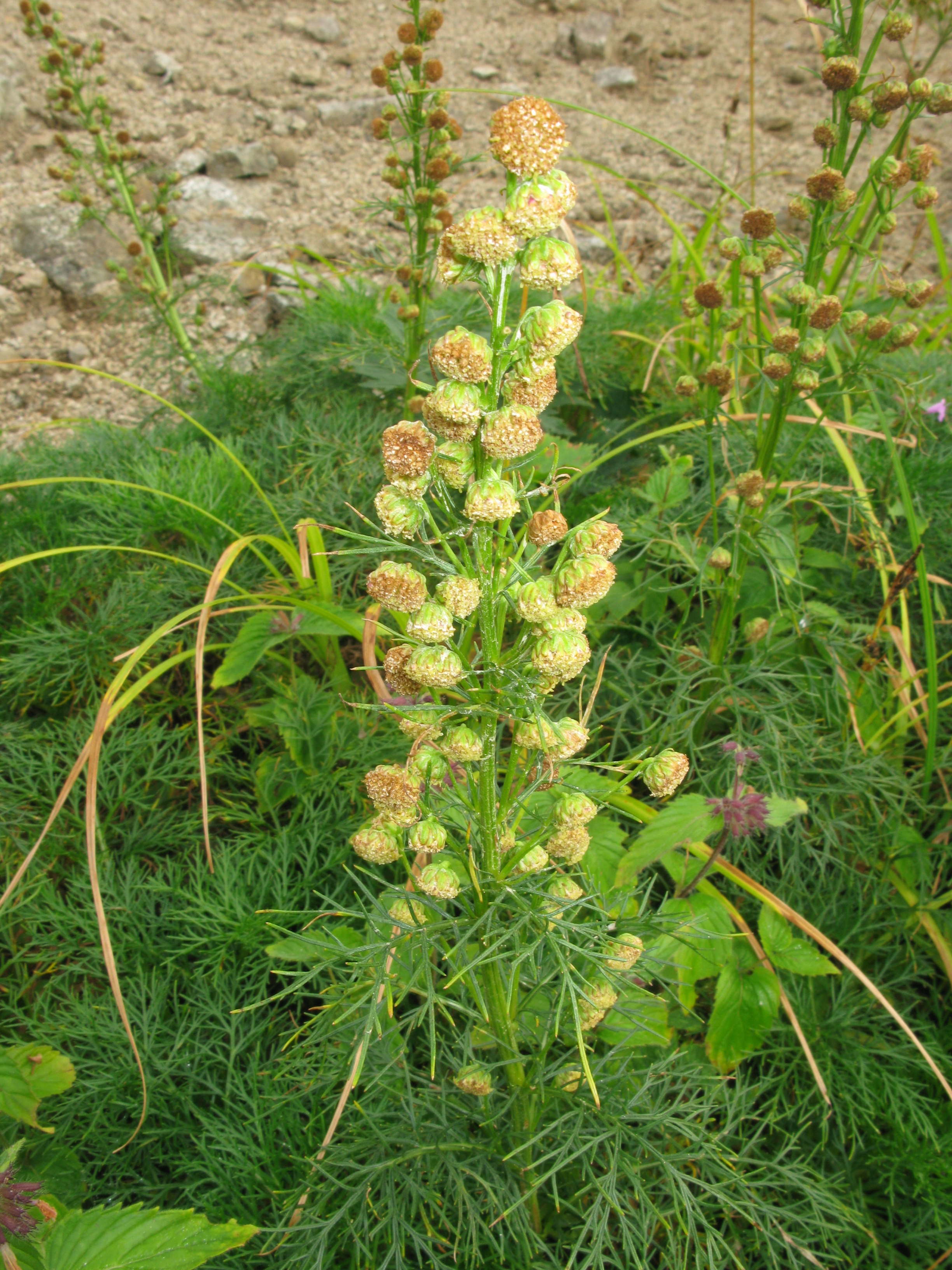
タカネヨモギ
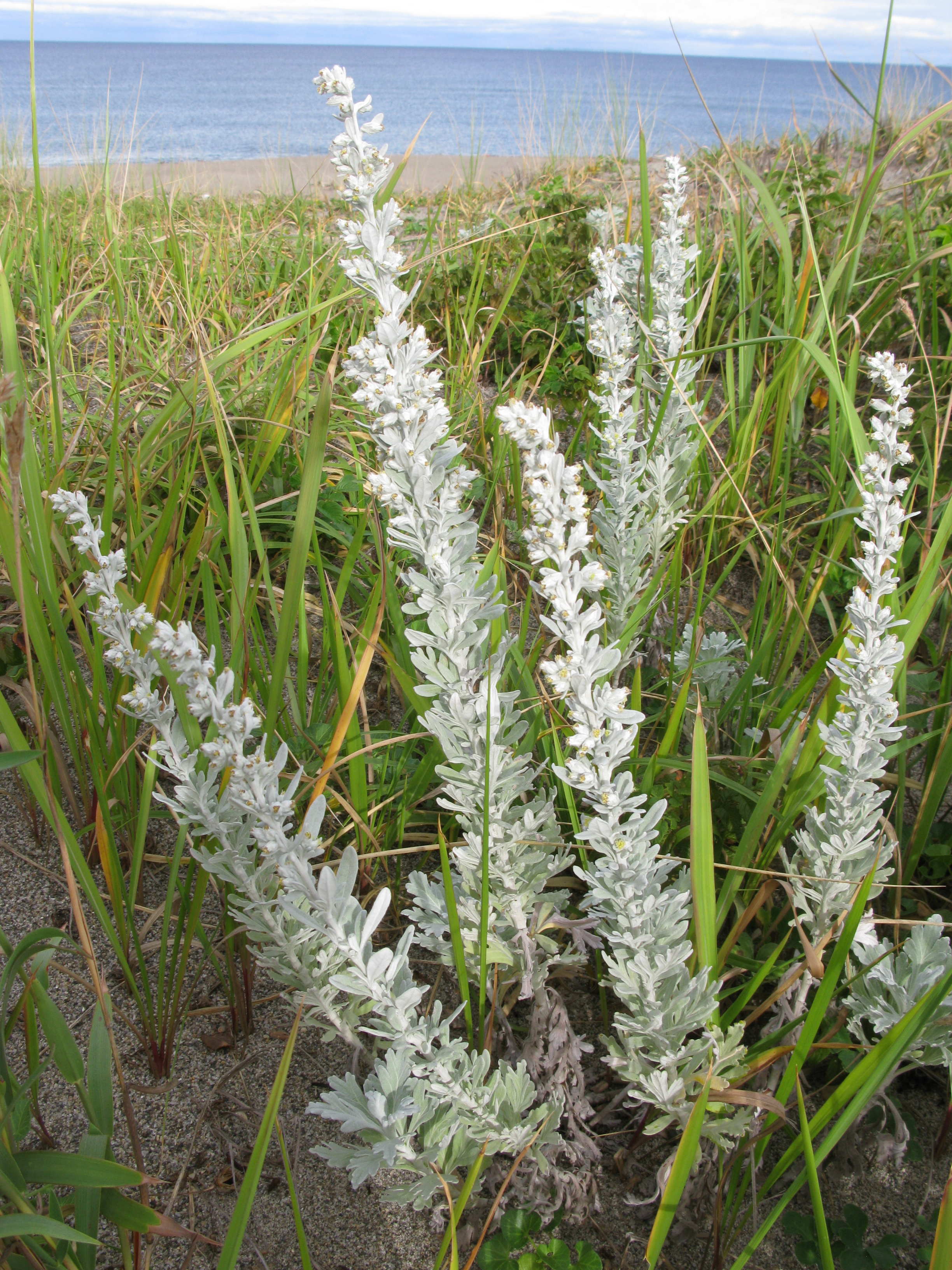
シロヨモギ
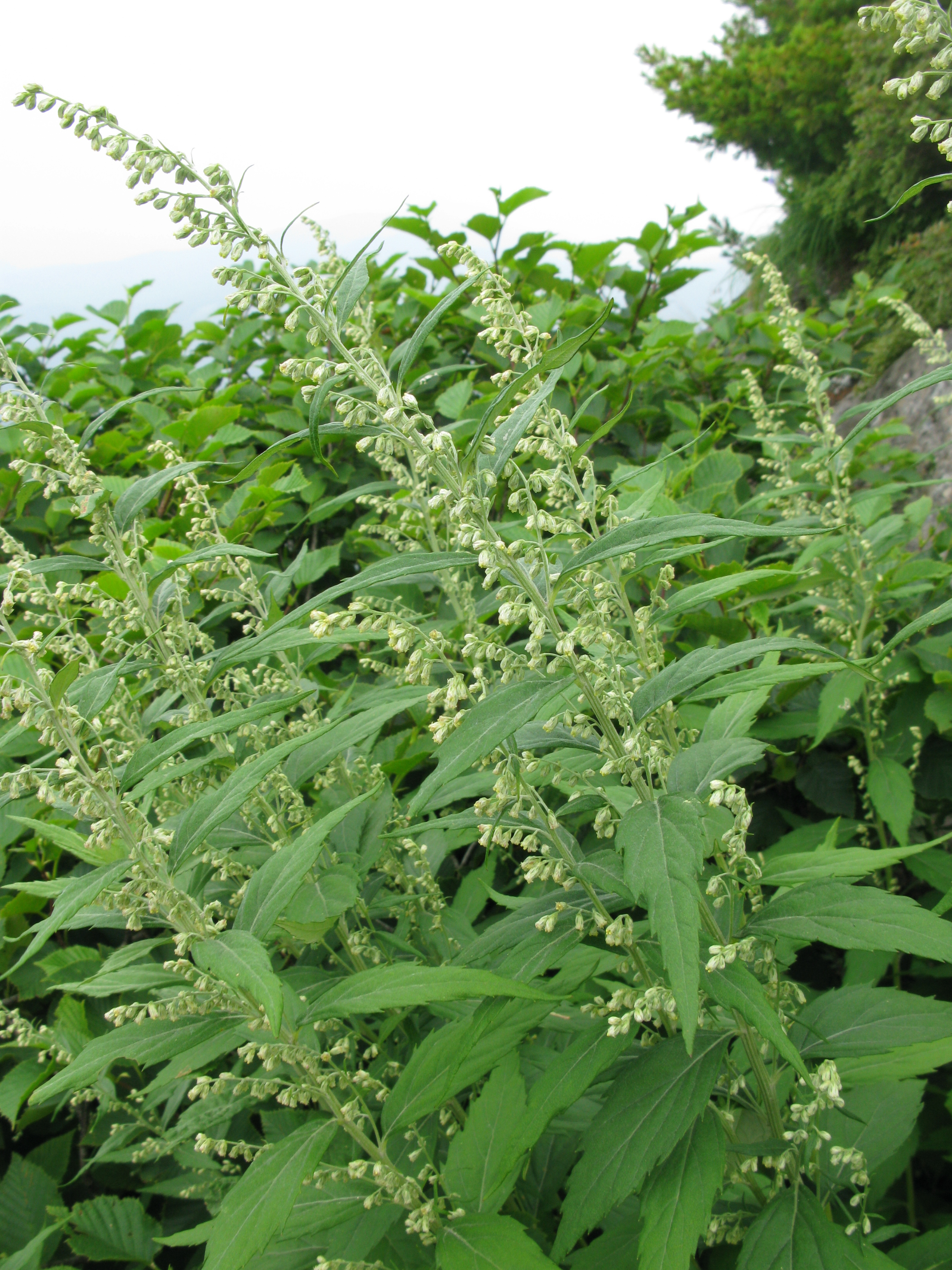
ヒトツバヨモギ
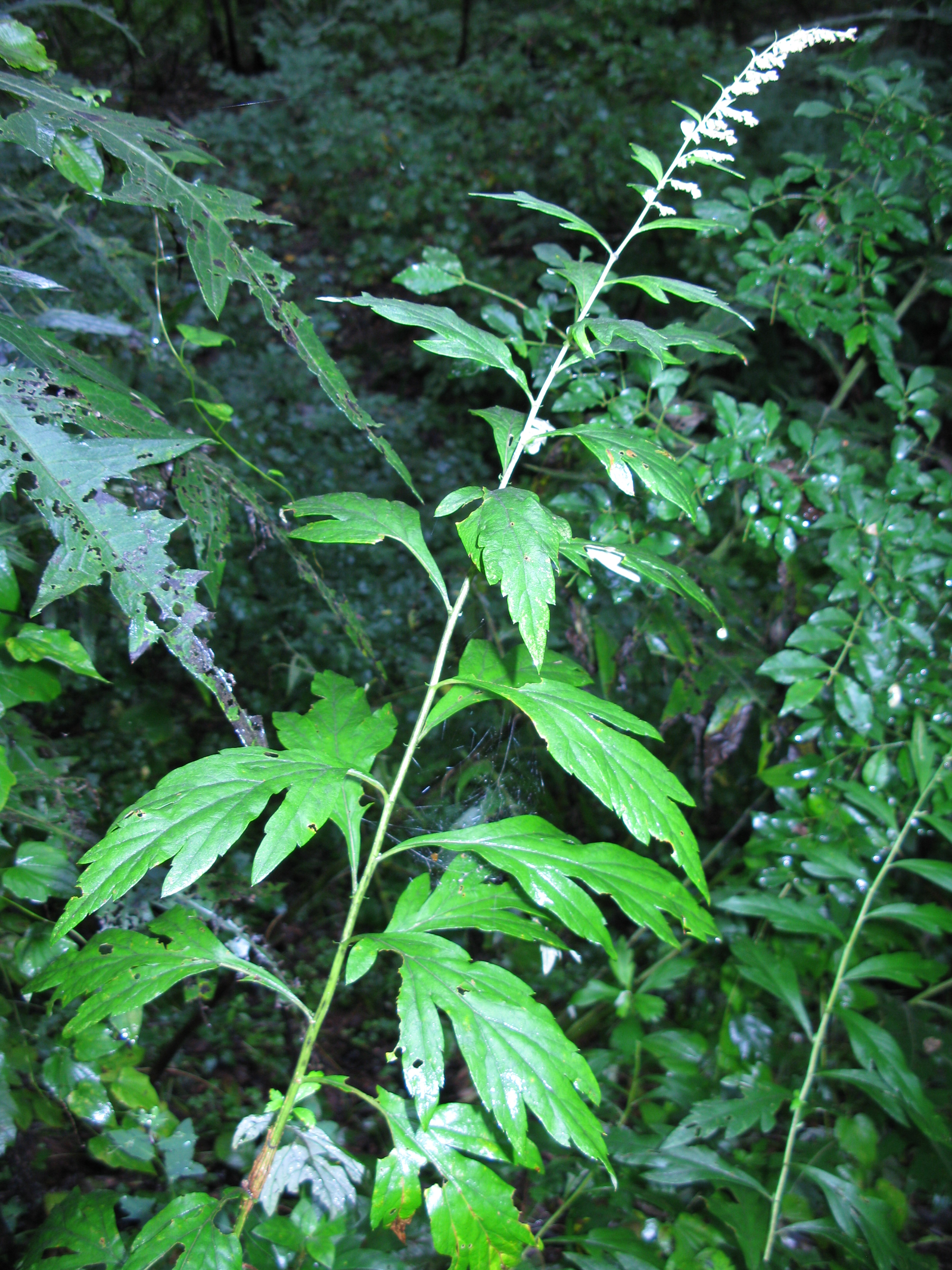
オオヨモギ